# Bitwa pod Hohenlinden

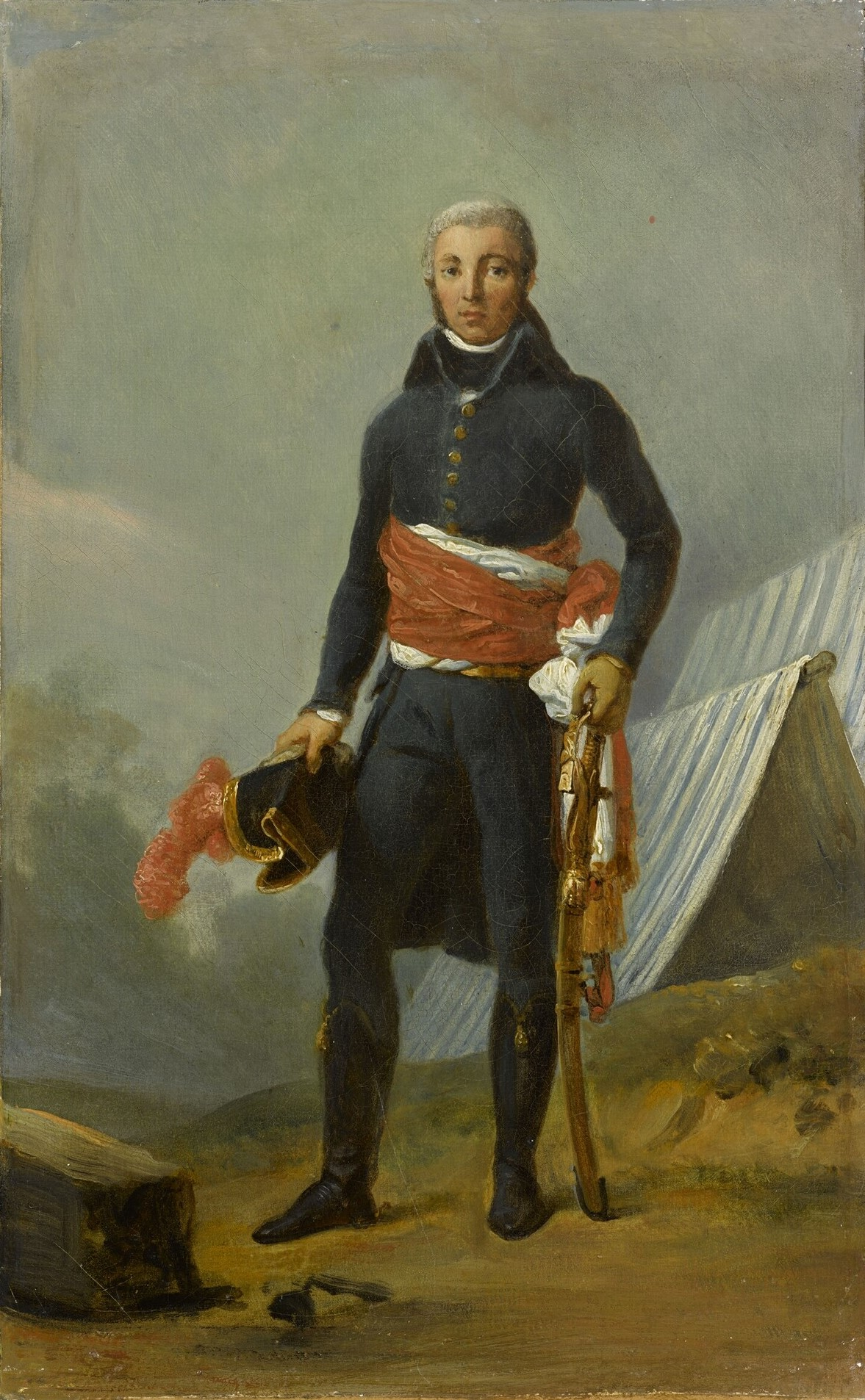
Zwycięzca spod Hohenlinden, Jean Moreau

Bitwa pod Hohenlinden – starcie zbrojne, które miało miejsce 3 grudnia 1800 roku podczas wojny Francji z drugą koalicją.
W okolicach miasta Hohenlinden leżącego blisko Monachium armia francuska dowodzona przez generała Jeana Moreau pobiła armię austriacko-bawarską dowodzona przez arcyksięcia Jana. Skutkiem tej bitwy było zmuszenie Austrii do podpisania rozejmu.

## Wstęp
Pod koniec listopada 18-letni arcyksiążę Jan (90 000 żołnierzy), wspomagany przez swego zastępcę Franza Lauera i szefa sztabu Franza von Weyrother, rozpoczął niespodziewaną ofensywę przeciwko francuskiej Armii Renu (90 000 piechoty, 18 000 jazdy i 198 dział) dowodzonej przez generała Moreau. Armia ta znajdowała się wówczas między rzeką Lech a miastem Ingolstadt, przy czym jej centrum znajdowało się w okolicach Monachium. Armię Renu skierował wcześniej do sprzymierzonej z Austrią Bawarii Napoleon. Stąd Moreau miał pomaszerować prosto na Wiedeń. Armia austriacka natomiast zajmowała pozycje nad rzeką Inn od Braunau po Pasawę. Obie armie rozpoczęły ofensywę jednocześnie 28 listopada.
W czasie gdy francuskie kolumny generała Moreau maszerowały równolegle w kierunku przepraw nad środkowym Innem, armia austriacka arcyksięcia Jana ruszyła na Landshut, skąd skręciła na południe i 1 grudnia uderzyła pod Ampfling na lewoskrzydłowe dywizje francuskie. Po zaciętych walkach pod Ampfing Austriacy wyparli francuską ariergardę dowodzoną przez Michela Neya.
Zaskoczony Moreau postanowił rozwinąć swą armię na otwartym terenie w pobliżu Hohenlinden. W tym celu skoncentrował w tym rejonie 5 dywizji, natomiast na prawo od nich w okolicach Ebersberga 2 dywizje wraz z Legią Naddunajską Kniaziewicza. By dotrzeć do francuskich pozycji, armia austriacko-bawarska musiała teraz posuwać się w kierunku zachodnim przez trudny, pokryty lasami i bagnami obszar.
Główna pozycja obronna armii Moreau składała się z czterech dywizji zwróconych na wschód. Posuwając się od północy na południe były to dywizja Claude Legranda (8000), dywizja Louisa Bastoula (6000), dywizja Michela Neya (10 000) i dywizja markiza de Grouchy (9000). Trzy spośród wymienionych dywizji (licząc od północy) należały do korpusu Paula Greniera. W rezerwie Moraeau zostawił 2000 kawalerii. 
Na południu stały dywizja Antoine'a Richepanse'a (11 000) i dywizja Charlesa Decaena (10 000). Moreau zamierzał skierować dywizję Richepanse'a na północ, by uderzyła na lewe (południowe) skrzydło nadchodzącej armii austriacko-bawarskiej. Główne siły francuskie miały manewrować na otwartym terenie w ten sposób, by przeprowadzić kontruderzenie w momencie, kiedy Austriacy wyjdą z lasów. Zadaniem dywizji Decaena miało być udzielenie wsparcia dla atakującej od południa dywizji Richepanse'a.
Według planu bitwy stworzonego przez szefa sztabu Weyrothera Austriacy posuwali się na zachód w czterech kolumnach. Idąc z północy na południe, kolejne kolumny składały się z korpusu Michaela von Kienmayera (16 000), Maximiliena de Bailleta (11 000), Johanna Kollowrata (22 000) i Johanna Riescha (13 000). Arcyksiążę Jan przebywał w kolumnie sformowanej przez korpus Kollowrata, która maszerowała główną drogą wiodącą ze wschodu na zachód. Z powodu trudnego, gęsto zalesionego terenu i słabo wykonanej pracy sztabowej, austriackie kolumny nie mogły udzielić sobie nawzajem wsparcia. Dowódcy austriackich korpusów mylnie sądzili, że Francuzi są w trakcie odwrotu i z tego powodu spieszyli się by dopaść nieprzyjaciela, zanim ten zdąży oddalić się na bezpieczną odległość.

## Bitwa
Wszystkie kolumny austriackie ruszyły o świcie. Szybko poruszająca się kolumna Kollowrata wpadła około godziny 7:00 na dywizję Grouchy'ego. Na północy Kienmayer napotkał wysunięte placówki francuskie, które przepędził do ich głównych sił. W międzyczasie Riesch i Baillet, posuwający się pokrytymi śniegiem leśnymi ścieżkami, przy wietrze i padającym deszczu ze śniegiem, zostali znacznie z tyłu. Na skutek tego dywizja Richepanse'a, która miała uderzyć na Austriaków z boku, znalazła się naprzeciw kolumny Riescha. Riesche starł się z dywizją Richepanse'a pod Sankt Christoph w dwie godziny po rozpoczęciu bitwy. 
W tym momencie dwa austriackie bataliony grenadierów wysłane przez Kollowrata dla nawiązania kontaktu z Rieschem podzieliły dywizję Richepanse'a na pół. Richepanse zostawił swoją tylną brygadę dowodzoną przez Jean-Baptiste Droueta, a sam ruszył wraz z przednią brygadą, by wyprzeć bataliony Kollowrata na północ. W trakcie walki przeszedł przez główną drogę, następnie dokonał zwrotu na zachód i znalazł się dokładnie na tyłach kolumny Kollowrata.
Słysząc ogień działowy na zachodzie i na południu, Baillet wpadł w panikę. Podzielił swą kolumnę na małe części próbując nawiązać kontakt bojowy z wojskami francuskimi od frontu i jednocześnie nawiązać po obu stronach łączność z innymi kolumnami wojsk austriackich. W czasie, gdy Baillet nie wiedział co robić, Kienmayer i Kollowrat rozpoczęli uderzenie na główną linię wojsk francuskich. Jednak dywizje Greniera i Grouchy'ego stawiały twardy opór i nie dały się zepchnąć z zajmowanych pozycji.
Około południa Decaen wsparł brygadę Doueta w okolicach południowego obrzeża pola bitwy. Sytuacja była bardzo płynna, a wiele oddziałów obu stron błądziło w zaśnieżonych lasach. W końcu część dywizji Richepanse'a, w której znajdowała się polska piechota, wspólnie z dywizją Decaena zatrzymały kolumnę Riescha i zepchnęły ją na wschód. Reszta dywizji Richepanse'a wraz z jazdą Legii Naddunajskiej uderzyła od południa na kolumny Kollowrata. Polska jazda (lansjerzy) początkowo pomogła pokonać dwa bataliony bawarskie, krocząc na czele głównej kolumny rozstrzygającego, prawego skrzydła francuskiego, wreszcie atakując z boku główną nieprzyjacielską kolumnę walnie przyczyniła się do zwycięstwa. Uznanie zdobyli m.in. brygadier Jan Pawlikowski, który korzystając z pomocy jednego francuskiego konnego strzelca uderzył na całą kompanię, unieszkodliwił 2 oficerów i wziął do niewoli 57 zmieszanych tym faktem ludzi oraz por. Telesfor Kostanecki, który z 8 ułanami zaatakował 6 gotowych do strzału dział będących pod osłoną 60 pieszych i zdobył je. Na koniec pułk odciął drogę uciekinierom i zaszedł tyły nieprzyjaciela. Za bitwę pod Hohenlinden Polacy otrzymali pochwałę od gen. Moreau.
Słysząc ogień działowy na swych tyłach, arcyksiążę Jan zaczął wysyłać do tyłu oddział za oddziałem, jednak każdy z wysłanych oddziałów został pobity przez dywizję Richepanse'a. Moreau widząc, że szykuje się zwycięstwo, rzucił swoje pozostałe dywizje do ataku. Kolumna Kollowrata otoczona z trzech stron przez dywizje Neya, Grouchy'ego i Richepanse'a została rozbita. Sam arcyksiążę Jan zdołał uniknąć niewoli, jednak aż 9 000 żołnierzy austriackich i bawarskich wraz z 76 działami wpadło we francuskie ręce. Austriacy i Bawarczycy przyznali się do 4 600 zabitych i rannych, natomiast Francuzi mówili o 1 900 zabitych i rannych. Śmiertelnie ranny został Louis Bastoul.

## Po bitwie
Po klęsce arcyksiążę Jan wydał swej zdemoralizowanej armii rozkaz szybkiego odwrotu. Za uciekającymi Austriakami posuwała się stopniowo armia francuska Moreau. W ciągu 15 dni (do 8 grudnia) Francuzi przebyli ponad 300 kilometrów (189 mil) i wzięli do niewoli 20 000 Austriaków. Gdy 17 grudnia arcyksiążę Karol zastąpił swego brata Jana, armia austriacka przypominała bezładną zbieraninę. Gdy 24 grudnia siły francuskie zbliżyły się do Wiednia na odległość osiemdziesięciu kilku kilometrów (50 mil), Karol poprosił o rozejm. Efektowne zwycięstwo pod Hohenlinden sprawiło, że Moreau urósł do roli potencjalnego rywala Napoleona Bonaparte.

## Upamiętnienie
Bitwa ta jest wymieniona na Łuku Triumfalnym w Paryżu.